# Pestapokalypse VI
Pestapokalypse VI – siódmy pełnometrażowy album austriackiej grupy black/deathmetalowej Belphegor. Na albumie znajduje się utwór "Belphegor - Hell's Ambassador" odnoszący się do demona Belfegora, którego imię zespół wybrał na swą nazwę.

## Lista utworów
1. "Belphegor - Hell's Ambassador"
2. "Seyn Todt in Schwartz"
3. "Angel of Retribution"
4. "Chants for the Devil 1533"
5. "Pest Teufel Apokalypse"
6. "The Ancient Enemy"
7. "Bluhtsturm Erotika"
8. "Sanctus Perversum"
9. "Das Pesthaus/Miasma Epilog"

## Twórcy
- Helmuth - śpiew, gitara, gitara basowa (utwory 7-9)
- Sigurd – gitara
- Barth – gitara basowa (utwory 1-6)
- Nefastus – perkusja
- Seth Siro Anton - okładka, oprawa graficzna